# John Trudell
Pour les articles homonymes, voir Trudell.
 (octobre 2012).
Si vous disposez d'ouvrages ou d'articles de référence ou si vous connaissez des sites web de qualité traitant du thème abordé ici, merci de compléter l'article en donnant les références utiles à sa vérifiabilité et en les liant à la section « Notes et références ».
John Trudell est un militant politique, chanteur, poète, écrivain et acteur américain, né le 15 février 1946 à Omaha et mort le 8 décembre 2015 à Santa Clara. D'origine Sioux Santee (ou Dakota), il a milité tôt au sein de différents mouvements de défense des droits des Amérindiens. Il a été président de l'American Indian Movement (AIM) de 1973 à 1979.

## Biographie
John Trudell est né à Omaha dans le Nebraska, le 15 février 1946. Son père est un Sioux Santee, sa mère, mi-indienne, mi-mexicaine, décède, alors qu'il a 6 ans. Il grandit dans un petit village jouxtant la réserve des Sioux Santee située dans la région des Black Hills au nord-ouest du Nebraska. Il est confronté très jeune à des conditions de vie difficiles au sein d'une famille nombreuse. À 17 ans, désœuvré, il s'engage pour 4 ans dans la Marine. « J'ai choisi la Marine pour minimiser mes chances de finir en chair à canon », affirme-t-il. « C'est là que j'ai découvert que beaucoup d'autres vivaient ce que moi je vivais, en tant qu'Indien et prisonnier de l'Amérique ». À son retour, John Trudell fait des petits boulots sans intérêt qui entretiennent ses rancœurs et désillusions à l'égard des États-Unis, nourrissant ses convictions qui allaient faire de lui l'un des activistes les plus surveillé par le FBI durant les années 1970.
En 1968 il se marie avec Fenicia « Lou » Ordonez, mais divorcera plus tard.

### Un militant des droits des Amérindiens

#### L'occupation d'Alcatraz
En 1969, John Trudell part vivre en Californie, et rejoint la centaine de militants amérindiens qui occupent l'île d'Alcatraz dans la baie de San Francisco depuis le 20 novembre. Revendiquant la propriété de cette île, les militants pacifistes amérindiens souhaitaient y créer un centre d'étude. L'occupation dure plus de 19 mois, durant laquelle John Trudell installe un émetteur radio et anime l'émission Radio Free Alcatraz diffusée sur la radio universitaire de Berkeley. Il devient à cette occasion le porte-parole du mouvement des United Indians of All Tribes (Indiens de toutes les tribus) créé pendant l'occupation d'Alcatraz.

#### L'American Indian Movement
En 1971, peu après la fin de l'occupation d'Alcatraz, il rencontre l'activiste amérindienne shoshone Tina Manning avec laquelle il se marie un an plus tard. Ils ont trois enfants : deux filles Ricarda Star et Sunshine Karma et un garçon, Eli Changing Sun. Il rejoint l'AIM (American Indian Movement) un mouvement fondé en 1968 à Minneapolis sur le modèle des Black Panthers et qui lutte pour la défense des droits des Amérindiens qu'il estime bafoué par le gouvernement américain. John Trudell devient le président de l'AIM en 1973, succédant à l'activiste amérindien Carter Camp (en). Après l'occupation de Wounded Knee le 7 février 1973 organisé par l'AIM, John Trudell entre dans le collimateur du FBI (qui établit plus de 16 000 fiches sur lui). Après plusieurs années de surveillance et de confrontations, les Fédéraux décident d'en finir une bonne fois pour toutes avec lui[non neutre] en 1979, après qu'il eut brûlé le drapeau américain devant le Bureau fédéral à Washington. Le lendemain, 12 février 1979, lorsqu'il rentre chez lui dans la réserve indienne des Shoshone Paiute, il trouve sa maison entièrement brûlée et apprend que sa belle-mère, sa femme enceinte ainsi que ses trois jeunes enfants ont péri dans l'incendie. Alors que John Trudell accuse publiquement le FBI et dénonce un crime d'État, l'enquête menée par la police tribale conclut à un incendie accidentel.
Anéanti par cette tragédie, John Trudell quitte l'AIM et commence une vie d'errance pendant plusieurs années sur les routes de l'Amérique du Nord (jusqu'au Canada), vivant de petits métiers en petits métiers.

### Un poète et chanteur de blues indien
Au cours de ce périple l'écriture va peu à peu s'imposer à lui comme seul moyen de continuer son combat et celui de sa femme pour la cause amérindienne. John Trudell commence à écrire des poèmes et textes militants qu'il publie en 1981 dans un premier recueil intitulé Living in Reality. C'est à cette époque qu'il rencontre le musicien et militant de gauche Jackson Browne qui va l'encourager à se lancer dans la musique. En 1983, John Trudell enregistre une première cassette où il chante ses textes en étant accompagné par des chants et percussions traditionnelles : Tribal Voice. Les milliers de cassettes que John Trudell parvient à écouler l'encourage à poursuivre dans cette direction. Il fait en outre une rencontre majeure : Jesse Ed Davis, un Indien Kiowa et guitariste renommé (il a joué avec Bob Dylan, John Lennon, George Harrison, Taj Mahall...) avec qui il se lie d'amitié. Les talents d'arrangeur, de compositeur et de producteur de Davies vont permettre à John Trudell d'enregistrer une nouvelle cassette AKA Graffiti Man. Cette cassette qui sort en 1986 est notamment repérée par Bob Dylan qui décide de la diffuser en première première partie de ses concerts lors de sa tournée annuelle et le considère comme son album de l'année. En 1987, John Trudell enregistre une troisième cassette intitulée ...But This Isn't El Salvador avec l'aide du chanteur de country et compositeur Kris Kristofferson. Malheureusement, Jesse Ed Davis meurt d'une overdose en 1988. Bien que très affecté, John Trudell, décide de continuer l'aventure avec le guitariste rythmique du « Graffiti Band », Mark Shark. Il va connaître les premières scènes internationales en assurant les premières parties du groupe australien Midnight Oil qui l'invite sur sa tournée américaine en 1988.
En 1990, avec d'autres artistes amérindiens, il participe à l'album Oyaté de Tony Hymas, produit par Jean Rochard, et au concert de présentation de cet album à Bobigny lors du festival Banlieues Bleues le 7 avril 1990 (ce sera sa première française). À partir de 1988 les musiques des albums qui suivront seront quasiment toutes composées par Mark Shark et Quiltman. On trouve sur l'album Fables and Other Realities sorti en 1991, des personnalités comme Jackson Browne aux arrangements, le comédien-chanteur Kris Kristofferson aux chœurs.

#### L'album A.K.A Graffiti Man
En 1992 est réédité l'album A.K.A. Graffiti Man (qui ne reprend que quelques titres de la cassette du même nom), produit et remasterisé par Jackson Browne. Ce disque reçoit un grand succès critique et commercial, notamment en France où John Trudell est invité à se produire dans des émissions de radio et de télévision. On peut classer la musique sur laquelle Trudell scande ses poèmes dans la catégorie du blues-rock. Cependant, en intégrant le chant « natif » de l'indien Quiltman, aussi bien en studio que sur scène, ce blues prend une dimension encore inconnue jusque-là. Le mélange blues électrique et chant traditionnel sera définitivement la marque de fabrique de John Trudell. Au niveau de ses textes, John Trudell en profite pour régler ses comptes avec les États-Unis, qu'il qualifie de « Cauchemar climatisé » en réclamant justice, réparation et compassion pour les Amérindiens. Lors de la sortie de cet album, John Trudell assure les premières parties des tournées de Midnight Oil et de Bonnie Raitt aux États-Unis.
En 1994, sort Johnny Damas and Me, un nouvel album de blues à nouveau produit par Jackson Browne sur lequel on retrouve Mark Shark et de nombreux musiciens, comme pour les albums suivants, dont Bone Days produit en 2001 par la comédienne Angelina Jolie.
Les concerts de John Trudell sont très souvent complétés par des conférences de l'artiste sur la cause qu'il défend. John Trudell n'est pas une star du show-business, il reste avant tout un militant politique, poétique.
Contrairement à d'autres activistes, artistes amérindiens, John Trudell prône plus la non-coopération que la révolution (extrait de sa conférence du 26 janvier 2012 à Paris) « car après tout qu'est ce que la révolution ? C'est revenir au point de départ. Et lorsqu'une révolution est politiquement réussie, elle remplace l'oppresseur avec tous les drames humains que cela engendre. Quels que soient les systèmes politiques, ils sont basés sur l'exploitation de la Terre et des êtres humains. Si aujourd'hui on veut se battre contre cette oppression [laquelle ?], il faut peut-être essayer de ne pas répéter les mêmes erreurs […] Que faut-il faire ? La réponse n'est pas la non-violence - ça ne marche pas - mais plutôt dans la non-coopération. Imaginez que 30 % ou 40 % de la population décide de ne plus consommer - sans « rattraper » le jour d'avant, ni celui d'après - nous serions bien plus pris au sérieux, nous serions influents. Nous avons le pouvoir d'être acteurs sur le consumérisme. ».

## Discographie
- 1983 : Tribal Voice
- 1986 : Original A.K.A. Graffiti Man
- 1987 : ...But This Isn't El Salvador
- 1987 : Heart Jump Bouquet
- 1990 : Oyaté (de Tony Hymas - deux titres)
- 1991 : Fables and Other Realities
- 1992 : Child's Voice: Children of the Earth
- 1992 : A.K.A. Graffiti Man
- 1994 : Johnny Damas & Me
- 1999 : Blue Indians
- 2001 : Descendant Now Ancestor
- 2001 : Bone Days (produit par l'actrice Angelina Jolie)
- 2005 : Live at FIP (07/2005)
- 2007 : Madness & The Moremes (double album)
- 2010 : Crazier Than Hell
- 2014 : Through The Dust (with Kwest)
- 2015 : Wazi's Dreams (16 titres) (700261426266)
- 2016 : Like Broken Butterflies (with Kwest)

## Filmographie
Le rôle le plus marquant de John Trudell, en tant qu'acteur, reste indéniablement celui de l'indien Jimmy Looks Twice, dans Thunderheart de Michael Apted en 1992. Film inspiré des faits réels qui se sont déroulés durant l'occupation de Wounded Knee. Pendant le tournage, il se lie d'amitié avec le comédien Val Kilmer qui tient le rôle principal et qui va épouser la cause des Amérindiens par la suite.
Par la suite John Trudell a obtenu quelques petits rôles dans des films de second ordre et a participé à des documentaires.
Le documentaire Trudell (en) de 2005 illustre les détails de ses combats.